# 多蒂孔

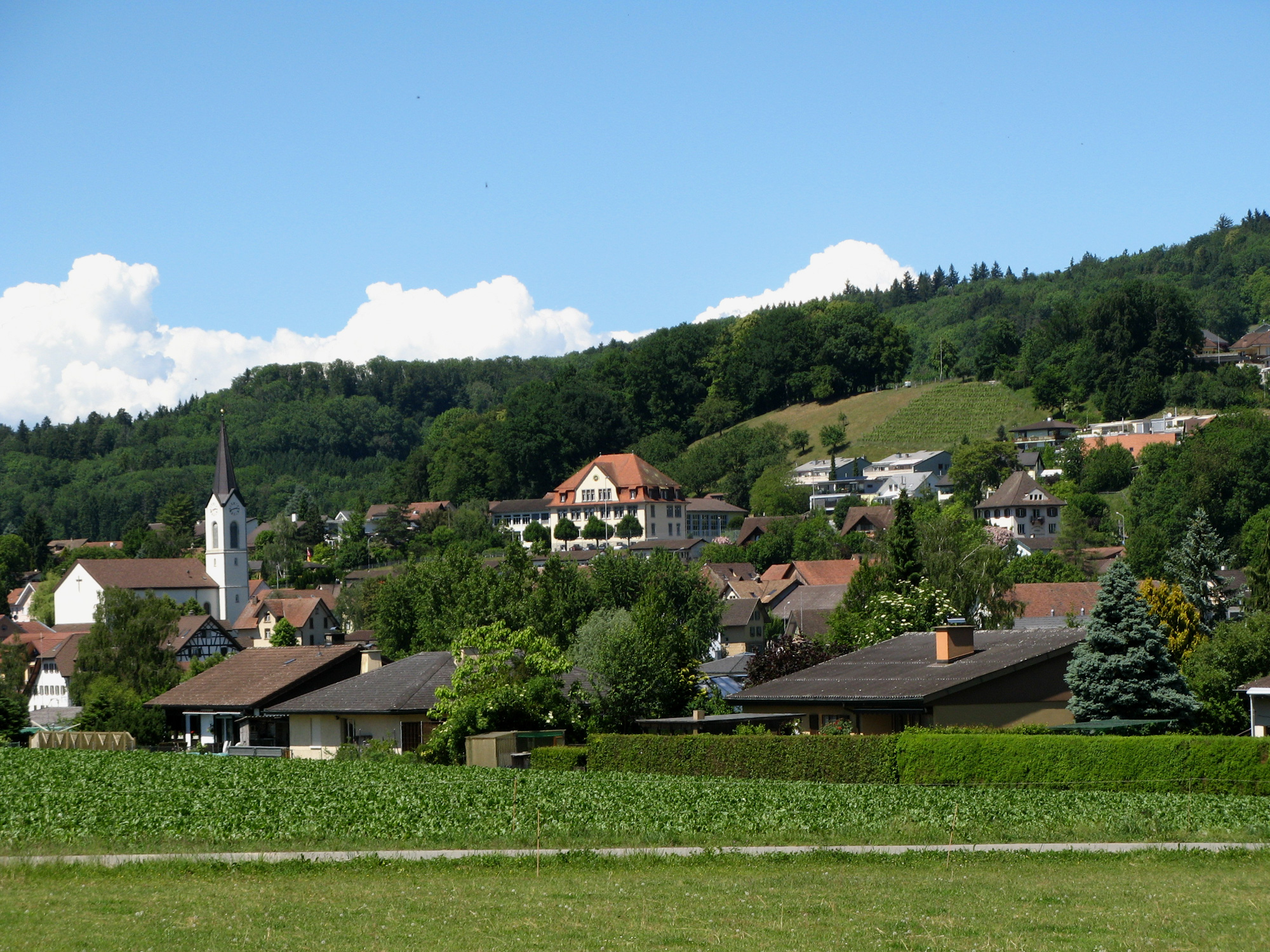

多蒂孔是瑞士的城鎮，位於該國北部，由阿爾高州負責管轄，面積3.88平方公里，海拔高度424米，2012年人口3,518，一半人口信奉羅馬天主教，人口密度每平方公里907人。